# Torrent de les Tutes

El Torrent de les Tutes, respecte del terme de Granera

El torrent de les Tutes és un torrent del terme municipal de Granera, al Moianès.
Està situat a prop de l'extrem nord-oriental del terme, a la dreta de la riera del Marcet. Es forma sota i al nord-oest del punt de trobada de la Carena del Marcet i del Serrat del Calbó, al sud-oest del Carner, des d'on davalla cap al nord-oest entre aquests dos serrats, recorrent pel sud-est tota la Baga del Marcet. Cap a la meitat del seu recorregut troba la Cova de les Tutes. Deixa a l'esquerra les Rovires i la Fàbrica del Marcet, i, finalment, s'aboca en la riera del Marcet a prop i a migdia del Pont del Marcet. Durant un llarg tram per la seva esquerra davalla el Camí del Marcet.